# 엄마 (1952년 영화)
엄마(おかあさん, Mother)는 일본에서 제작된 나루세 미키오 감독의 1952년 드라마 영화이다. 에노나미 케이코 등이 주연으로 출연하였다.

## 출연

### 주연
- 에노나미 케이코
- 카가와 쿄코

### 조연
- 카타야마 아키히코
- 카토 다이수케
- 미시마 마사오
- 나카키타 치에코
- 오카다 에이지
- 다나카 키누요